# Ondřej Černyšev
Ondřej Černyšev je román českého novoromantického básníka a prozaika Julia Zeyera, odehrávající se v carském Rusku v 18. století. Román vycházel nejprve časopisecky na pokračování roku 1875 v časopise Lumír, knižně po dokončení koncem toho samého roku, ale s vročením 1876.
Jedná se o první Zeyerův román, ve kterém se autor pokusil skloubit žánr historického románu s prvky fantastiky. Román byl čtenářskou obcí i literární kritikou kladně přijat, pouze někteří kritici autorovi vyčítali mysticismus a mysteriózní motivy, které nebyly v románu uspokojivě vysvětleny.
Zeyer román napsal na základě důkladného studia historických faktů, především z francouzských zdrojů.. Navíc znal velice důvěrně ruské prostředí, když působil roku 1873 jako vychovatel u přední petrohradské šlechtické rodiny Valujevových. V románu se také částečně projevuje vliv románové romantiky Waltera Scotta.

## Obsah románu
Mladý ruský šlechtic Ondřej Černyšev začne překážet nové ženě svého otce a je proto poslán do Petrohradu, kde jej mají jeho příbuzní Lev a Anna Naryškinovi uvést k carskému dvoru carevny Alžběty. Před odjezdem potká v lese krásnou a záhadnou dívku Agrafénu. Doprovodí ji k chatrči zbožného otce Jefrema, kde se dívka od umírajícího starce dozví tajemství, které však Ondřej nesmí vyslechnout. Přesto slíbí dívce pomoc v jakékoliv situaci.
U příbuzných v Petrohradě se Ondřej sbližuje s mladíkem, který je ale ve skutečnosti převlečená velkokněžna Kateřina. Té je Ondřej pro svou nezkaženost sympatický. Oba si velice rozumějí a zamilují se do sebe. Kateřina je však provdána za velkoknížete Petra, synovce carevny. Rozhodne se proto s Ondřejem uprchnout, ale tajemný italský kouzelník Lamberti, nadaný silou sugesce a jasnovidností, Kateřinu ovlivní tím, že jí donutí, aby volila mezi láskou a mocí. Kateřina zvolí moc, a když je Ondřejova láska na dvoře prozrazena, je Ondřej poslán do vězení, protože carevna nesnesla, aby velkokněžna takto dávala najevo své city.
Ondřejovým strážcem ve vězení je poručík Mirovič, se kterým se Ondřej spřátelí. Jednoho dne uvidí ve zpustlé zahradě Agrafénu. Podaří se mu v převleku opusit vězení, aby ji navštívil. Náhodně se ocitne na jakési spiklenecké schůzce, kde ho odhalí a chtějí ho zabít. Agraféna jej brání a je přitom těžce raněna. Před smrtí vypoví svůj příběh. Ve skutečnosti je sestrou careviče Ivana, který je právoplatným dědicem trůnu. Ten je uvězněn a jeho matka Anna byla rovněž uvězněna. Když jedné její přítelkyni zemřela holčička, požádala jí Anna, aby přijala za svou její dceru, protože jí může zajistit lepší budoucnost. Tak došlo k výměně a to bylo to tajemství, které znal pouze otec Jefrem, protože Anna brzy zemřela. Než Agraféna na následky zranění zemře, slíbí jí Ondřej i Mirovič, že se pokusí careviče Ivana osvobodit.
Po smrti carevny Alžběty se stane carem její synovec Petr. Kateřina ho donutí abdikovat a Petr je nakonec ve vězení zavražděn. Ondřej nechce Kateřinu již vidět, protože má celou řadu milenců, především mladého kapitána Orlova. Vydá se proto s Mirovičem osvobodit careviče Ivana, ale jejich pokus je neúspěšný. Ivan je svými strážci zavražděn, Mirovič je popraven a brzy čeká stejný osud i Ondřeje.
Ondřej nechce nikomu prozradit své jméno, je však poznám svou matkou, která se jej vydala hledat. Smiluje se nad ní žena žalářníka a pustí ji do vězení. Pološílená žena pak Ondřeje probodne, aby zemřel dříve, než bude mučen a popraven. Mezitím se Kateřina začne zajímat, kdo je ten neznámý vězeň. Zraněný je přiveden i se svou matkou na carský dvůr, kde ho Kateřina prosí o odpuštění. Než Ondřej zemře, sdělí jí, že ji vždy miloval. S Ondřejem zemře i jeho matka. Kateřina se k překvapení Orlova rozhodne, že si nevybere žádného manžela za spoluvládce a že bude jako carevna vládnout sama.